# Unterseeboot U-76 (1916)
Pour les autres navires du même nom, voir Unterseeboot 76.
L'Unterseeboot U-76 est l’un des 329 sous-marins servant dans la Kaiserliche Marine pendant la Première Guerre mondiale. L'U-76 a été engagé dans la guerre navale et a pris part à la première bataille de l'Atlantique.

## Conception
Les sous-marins de type UE I ont été précédés par les sous-marins de type U-66, plus longs. L'U-76 avait un déplacement de 755 tonnes en surface et de 832 tonnes en immersion. Il avait une longueur de 56,80 m et 46,66 m pour sa coque pressurisée, une largeur de 5,90 m, une hauteur de 8,25 m et un tirant d'eau de 4,86 m. Le sous-marin était propulsé par deux moteurs de 900 ch (660 kW) en surface, et deux moteurs de 800 chevaux (590 kW) en immersion. Il avait deux arbres d'hélice. Il était capable d’opérer à des profondeurs allant jusqu’à 50 mètres.
Le sous-marin avait une vitesse maximale de 9,9 nœuds (18,3 km/h) en surface et de 7,9 nœuds (14,6 km/h) en immersion. Il pouvait parcourir 7880 milles marins (14590 km) à 7 nœuds (13 km/h) en surface et 83 milles marins (154 km) à 4 nœuds (7,4 km/h) en immersion. L'U-76 était équipé de deux tubes lance-torpilles de 50 centimètres (un à l’avant tribord et un à l’arrière tribord), de quatre torpilles et d’un canon de pont de 8,8 centimètres. Il avait un équipage de trente-deux personnes, vingt-huit hommes et quatre officiers.

## Affectations
- Flottille I : du 29 juin 1916 au 22 janvier 1917.

## Commandants
- Kapitänleutnant Waldemar Bender [3] : du 11 mai 1916 au 22 janvier 1917

## Navires coulés
| Date             | Nom     | Nationalité  | Tonnage | Destin.   |
| ---------------- | ------- | ------------ | ------- | --------- |
| 17 octobre 1916  | [Botnia | Norvège      | 1149    | Coulé     |
| 11 novembre 1916 | Anna I  | Empire russe | NC      | Coulé     |
| 15 novembre 1916 | Koursk  | Empire russe | 6254    | Endommagé |